# پروژه نیروگاه خورشیدی مک‌کوی
پروژه انرژی خورشیدی مک کوی یک نیروگاه 250 مگاواتی (MW AC) است که در نزدیکی شهر Blythe در شهرستان ریورساید، کالیفرنیا قرار دارد. این منطقه حدود 2300 هکتار از زمینهای عمومی در صحرای موهاوی را اشغال می‌کند. در ساخت این نیروگاه از پنل‌های فیلم نازک CdTe شرکت First Solar استفاده شده‌است و با توافق‌نامه خرید برق، تولید برق آن به شرکت برق ادیسون جنوب کالیفرنیا فروخته می‌شود.

## تاریخچه
این پروژه در ابتدا در اوایل سال ۲۰۱۳ با ظرفیت نهایی ۷۵۰ مگاوات پیشنهاد شد و آن را به‌طور بالقوه به یکی از بزرگترین نیروگاه‌های خورشیدی جهان تبدیل کرد. روند برنامه‌ریزی از طریق آژانس‌های ایالتی و فدرال در مسیر تصویب سریع قرار گرفت. اولین مرحله ساخت ۲۵۰ مگاوات در اوت ۲۰۱۵ تولید انرژی را آغاز کرد و در ژوئن ۲۰۱۶ به ظرفیت کامل خود رسید. تکمیل ۵۰۰ مگاوات باقیمانده در انتظار شناسایی یک خریدار برای برق است.

## تولید برق
| سال                         | جان                         | فوریه                       | مار                         | آوریل                       | ممکن است                    | ژوئن                        | ژوئیه                       | اوت                         | سپتامبر                     | مهر                         | نوامبر                      | دسامبر                      | جمع     |
| --------------------------- | --------------------------- | --------------------------- | --------------------------- | --------------------------- | --------------------------- | --------------------------- | --------------------------- | --------------------------- | --------------------------- | --------------------------- | --------------------------- | --------------------------- | ------- |
| ۲۰۱۵                        |                             |                             |                             |                             |                             |                             |                             | ۱۱٬۸۴۸                      | ۱۵٬۲۷۶                      | ۱۳٬۱۰۲                      | ۱۵٬۱۲۷                      | ۱۹٬۲۳۸                      | ۷۴٬۵۹۱  |
| ۲۰۱۶                        | ۲۴٬۶۲۱                      | ۴۰۸۱۰                       | ۵۴٬۱۹۴                      | ۶۰٬۲۱۷                      | ۷۹٬۲۶۴                      | ۷۹٬۶۷۴                      | ۷۹٬۲۱۷                      | ۷۵۸۷۲                       | ۶۴٬۴۴۹                      | ۵۷٬۰۲۹                      | ۴۴٬۴۳۱                      | ۳۴٬۶۰۰                      | ۶۹۴۳۷۸  |
| ۲۰۱۷                        | ۲۹٬۵۵۸                      | ۳۳٬۰۱۵                      | ۶۱٬۷۱۶                      | ۶۵٬۸۵۱                      | ۸۳٬۹۷۶                      | ۹۰٬۹۶۱                      | ۸۲۸۳۲                       | ۷۶٬۶۳۲                      | ۷۱۴۰۹                       | ۶۵٬۷۸۸                      | ۴۰٬۶۶۵                      | ۴۲٬۷۸۵                      | ۷۴۵٬۱۸۶ |
| میانگین تولید سالانه (۲۰۱۷) | میانگین تولید سالانه (۲۰۱۷) | میانگین تولید سالانه (۲۰۱۷) | میانگین تولید سالانه (۲۰۱۷) | میانگین تولید سالانه (۲۰۱۷) | میانگین تولید سالانه (۲۰۱۷) | میانگین تولید سالانه (۲۰۱۷) | میانگین تولید سالانه (۲۰۱۷) | میانگین تولید سالانه (۲۰۱۷) | میانگین تولید سالانه (۲۰۱۷) | میانگین تولید سالانه (۲۰۱۷) | میانگین تولید سالانه (۲۰۱۷) | میانگین تولید سالانه (۲۰۱۷) | ۷۴۵٬۰۰۰ |

- مزرعه خورشیدی نور خورشید صحرا
- پروژه انرژی خورشیدی Blythe Mesa
- نیروگاه‌های خورشیدی در صحرای موهاو